# State Barrier Fence of Western Australia

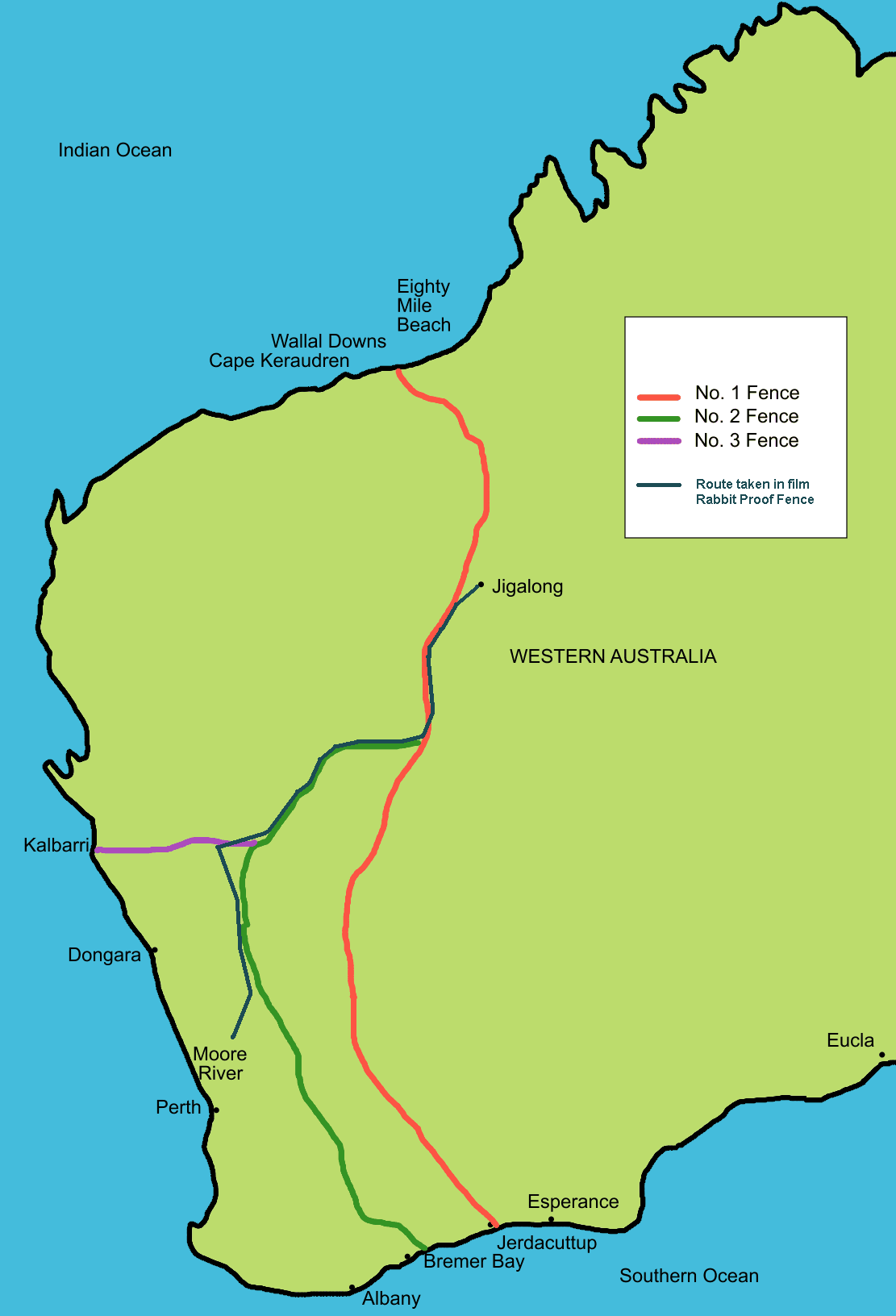

De State Barrier Fence of Western Australia, vroeger gekend onder de namen Rabbit Proof Fence, State Vermin Fence en Emu Fence, is een afsluiting die plaagdieren belet het westen van Australië vanuit het oosten van Australië binnen te dringen.
De Rabbit-proof fence werd tussen 1901 en 1907 rechtgetrokken om konijnen (Oryctolagus cuniculus) en andere plaagdieren buiten de West-Australische landbouwgebieden te houden.
De Rabbit-proof fence bestond uit drie afzonderlijke afsluitingen. De oorspronkelijke afsluiting nr. 1 liep helemaal van het noorden naar het zuiden van de staat. Afsluiting nr. 2 was minder lang en stond meer naar het westen. Afsluiting nr. 3 was de kortste van de drie en liep in oost-westelijke richting. Het plaatsen van de afsluitingen duurde alles bij elkaar zes jaar en was in 1907 voltooid. De afsluitingen waren samen 3.256 km lang. Ze kostten toen omgerekend AU$ 250/km. Afsluiting nr. 1 was in 1907 met haar lengte van 1.833 km de langste ononderbroken hekwerk-afsluiting ter wereld.

## Geschiedenis

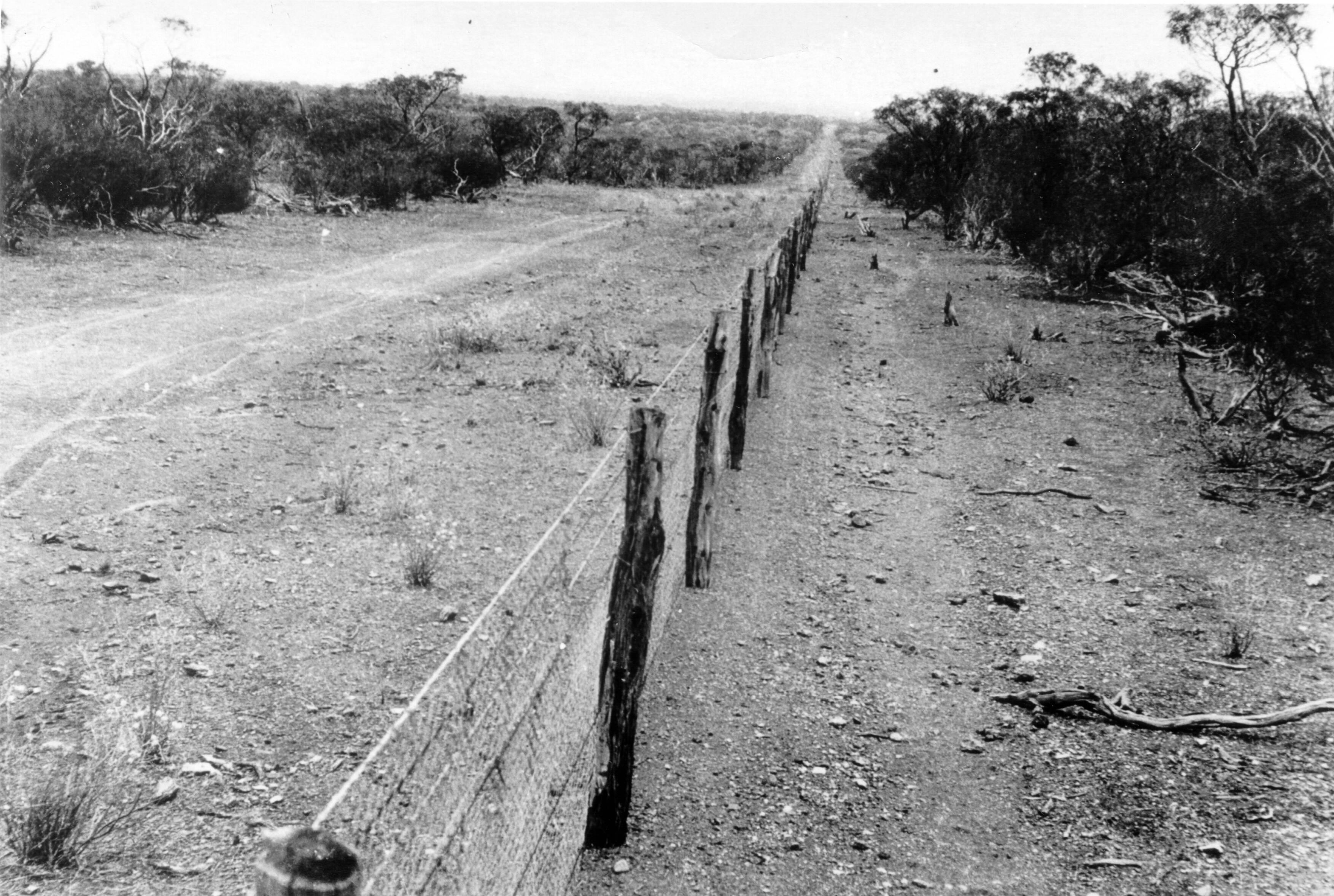
Afbeelding medio 1926–1927.

In 1788, na de aankomst van de Eerste Vloot, leefden er zes konijnen in Australië. Thomas Austin zou in oktober 1859 de eerste vierentwintig wilde konijnen uit Engeland hebben vrij gelaten. Hij liet ze vrij om er nadien op te jagen. Austin meende dat de introductie van konijnen "weinig schade kon aanrichten en voor een beetje thuisgevoel en jachtplezier zou zorgen".
De konijnen bleken zeer vruchtbaar en verspreidden zich snel over de zuidelijke delen van het land. Australië bood de ideale omstandigheden voor een explosie van de konijnenpopulatie, onder meer door het feit dat er weinig of geen inheemse roofdieren leefden. De konijnen vernietigden vruchtbaar landbouwgebied door het graven van holen en het eten van de gewassen. De populaties die met veel moeite werden uitgedund door ze dood te schieten, te vergiftigen en door het zetten van vallen, groeiden meteen weer aan.
In 1887 bood de "Inter-Colonial Rabbit Commission" £ 25.000 (25.000 Britse pond) "aan eenieder die een nieuwe en effectieve methode om de konijnen te vernietigen kon aantonen". In 1901 werd een koninklijke commissie, die "Enquire into the Rabbit Question" heette, opgericht. De commissie stelde de West-Australische overheid voor onmiddellijk te beginnen met de bouw van een 650 kilometer lange afsluiting. Landmeter Alfred Canning verkende het traject voor deze afsluiting en hield daarbij rekening met het terrein, en de aanwezigheid van water en hout. De bouw van de afsluiting was al lang begonnen toen Canning in 1905 de verkenning van het gehele traject had voltooid.
De bouw van de afsluitingen duurde zes jaar en kostte totaal £ 337.941 volgens een rapport van het departement publieke werken uit 1908. Tijdens de Eerste Wereldoorlog, de crisis van de jaren 30 en de daarop volgende Tweede Wereldoorlog werd de afsluiting zo goed als niet onderhouden door een tekort aan mensen, middelen en materiaal. Vanaf de jaren 1940 maakte het onderhoudsteam gebruik van vrachtwagens, tractors en ander voor handen zijnde materieel. Na de introductie van myxomatose om de konijnenplaag onder controle te houden in de jaren 1950 verminderde het belang van de afsluiting.

### Bouw
De afsluitingspalen werden 3,6 meter uit elkaar gezet en hadden een minimum diameter van 100 millimeter. Om de 92,5 m werd een stevigere paal met een diameter van 150 mm geplaatst. De afsluiting bestond uit een gewone draad op 110 centimeter hoogte waaraan draadgaas bevestigd werd dat tot 30 cm onder de grond reikte. Later werden nog twee prikkeldraden en een gewone draad toegevoegd om ook dingo's, emoes en andere plaagdieren tegen te houden.
De afsluitingen werden uit verschillende materialen gemaakt, afhankelijk van het lokale klimaat en de beschikbare houtsoorten. Eerst werden afsluitingspalen uit het hout van de Eucalyptus salmonophloia en de Eucalyptus salubris gezet. Deze houtsoorten trokken echter termieten aan en dienden vervangen te worden. Het hout van eucalyptusbomen met een witte schors bleek het meest geschikt. Ook het hout van de Acacia aneura, Acacia neurophylla, Callitris en de Melaleuca werd gebruikt, afhankelijk van wat in de omgeving voorhanden was. Waar geen hout beschikbaar was werden ijzeren palen gebruikt. Het meeste materiaal diende vanaf spoorwegkopstations door ossen-, muilezel- en kamelenkaravanen te worden aangevoerd.
Tussen 1901 en 1904 werd de afsluiting door private ondernemers gebouwd. Daarna kreeg het departement publieke werken van de West-Australische staat, onder leiding van Richard John Anketell, alle verantwoordelijkheid in handen. Anketell bouwde het grootste deel van afsluiting nr. 1 met 120 arbeiders, 350 kamelen, 210 paarden en 41 ezels. De laatste 110 kilometer diende hij ook nog uit te tekenen.

### Onderhoud

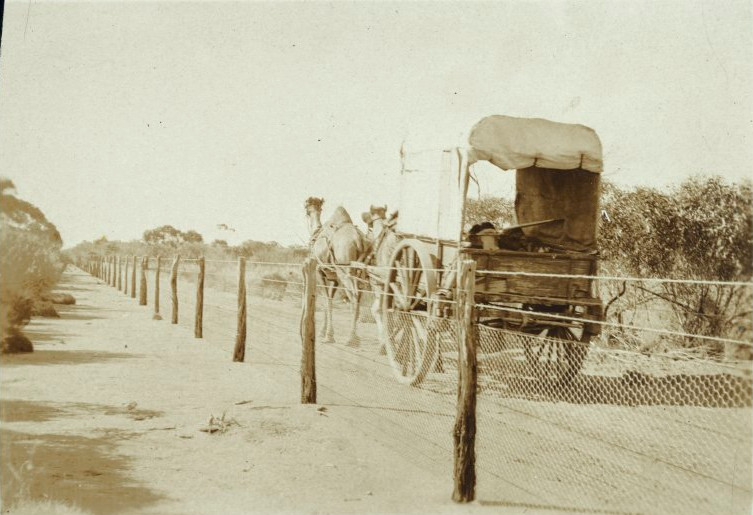
Onderhoud in 1926.

Alexander Crawford nam het onderhoud van de afsluiting van Anketell over telkens een sectie afgewerkt was. Crawford bleef verantwoordelijk tot zijn pensioen in 1922. Het gebied ten westen van de afsluiting werd in de volksmond "Crawford's Paddock" genoemd. Het onderhoudspersoneel verplaatste zich eerst per fiets. Later werd van kamelen gebruik gemaakt. In het noorden werden de kamelen gebruikt als lastdieren en in het zuiden trokken ze wagens met het materiaal en de voorraad van de onderhoudsmensen. Kamelen waren ideaal omdat ze lang zonder water kunnen. In 1910 werd een automobiel aangeschaft maar die kreeg dikwijls lekke banden. In de praktijk bleek het beste vervoersmiddel om de afsluiting te controleren en te onderhouden een door (twee) kamelen getrokken huifkar.
Crawford beschikte over vier onderinspecteurs die elk voor 800 kilometer afsluiting verantwoordelijk waren en op hun beurt weer beschikten over vijfentwintig onderhoudsmensen die telkens secties van 160 kilometer inspecteerden. De drie meest noordelijke secties van afsluiting nr. 1 werden, vanwege het grensgeweld, door onderhoudsmensen in paren geïnspecteerd.
Crawford was ook verantwoordelijk voor de verdelging van de konijnen die door de afsluiting geraakten. Het jaar na de afwerking van de afsluiting werden konijnenkolonies vernietigd nabij Coorow, Mullewa en Northampton.

## Geografie

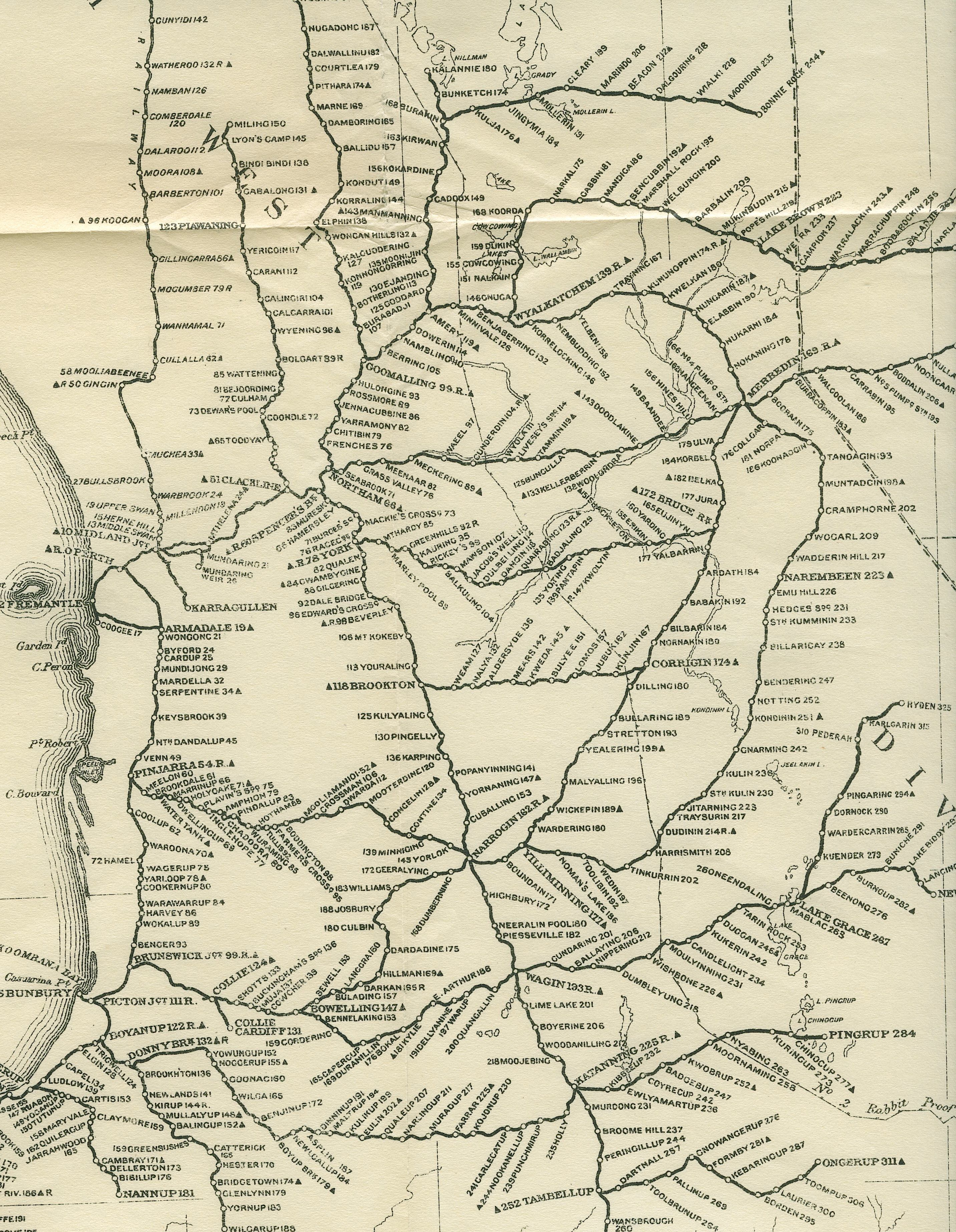
Rabit Proof Fence + WAGR-netwerk,
Wheatbelt, 1935.

De oorspronkelijke 1.833 kilometer lange afsluiting nr. 1 liep van Starvation Bay, ten westen van Esperance aan de West-Australische zuidkust, tot Ninety-Mile Beach, ten oosten van Port Hedland in het noordwesten van West-Australië. Afsluiting nr. 2 was 1.165 kilometer lang en begon aan Point Ann aan de West-Australische zuidkust in het huidige nationaal park Fitzgerald River en sloot aan op afsluiting nr. 1 in Gum Creek Corner nabij Meekatharra. Afsluiting nr. 3 was 257 kilometer lang en liep van Yalgoo tot de West-Australische westkust nabij Geraldton.
De huidige 1.190 kilometer lange State Barrier Fence loopt van Jerdacuttup aan de zuidkust nabij Ravensthorpe tot de Zuytdorp-kliffen ten noorden van Kalbarri in het noordwesten van West-Australië.

### Het spoorwegnetwerk
De afsluiting nr. 1 kruiste volgende spoorwegen:
- de Eastern Railway nabij Burracoppin
- de spoorweg tussen Wyalkatchem en Southern Cross in Campion.
- de Sandstone Branch Railway ten westen van Anketell
- de Meekatharra–Wiluna Railway in Paroo

De afsluiting nr. 2 kruiste de meeste spoorwegen in de regio Wheatbelt.

## 21e eeuw

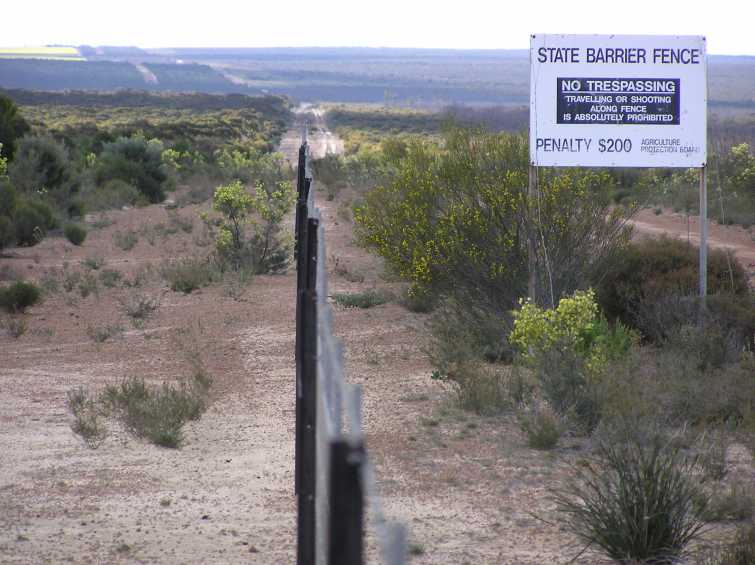
State Barrier Fence in 2005.

Sommige delen van de oude Rabbit Proof Fence worden nog onderhouden door landeigenaren om hun gebieden tegen wilde honden, emoes en andere plaagdieren te beschermen. In de nieuwe State Barrier Fence werden ook delen van de Rabbit-proof fence opgenomen. Op 23 mei 2019 werd begonnen met het doortrekken van de State Barrier Fence in Jerdacuttup.

## Elders in Australië
De Darling Downs-Moreton Rabbit Board Fence loopt langs de grens tussen Queensland en New South Wales.
De Dingo Fence loopt van Jimbour, vlak bij Toowoomba aan de oostkust, tot het Eyreschiereiland aan de Grote Australische Bocht.

## Culturele verwijzingen
- In 1929 schreef de Australische schrijver Arthur Upfield, die zelf nog aan de afsluiting nr. 1 gewerkt had, een fictief verhaal over een manier om zich van een lijk in de woestijn te ontdoen. Voor het boek gepubliceerd werd had een kennis van de schrijver, veehoeder Snowy Rowles, zich twee maal op de in het boek vermelde manier van door hem vermoorde mensen ontdaan. Er volgde een proces in 1932. Over het proces werd het boek "Murder on the Rabbit Proof Fence: The Strange Case of Arthur Upfield and Snowy Rowles" geschreven. De zaak werd later bekend onder de naam "Murchison Murders".

- In 1931 vertelde Judith Samson in Footprints on the Rabbit Proof Fence het verhaal van twee Martu Aborigines meisjes die langs de Rabbit Proof Fence nr. 2 naar hun familie op zoek gingen.[2]

- Doris Pilkington Garimara bracht in 1996 het boek Follow the Rabbit-Proof Fence uit waarin drie aboriginesmeisjes de afsluiting volgen om in Jigalong te geraken. De meisjes maakten deel uit van de 'gestolen generaties', aborigineskinderen bij hun ouders waren weggehaald. Ze ontsnapten uit de Moore River Native Settlement en volgden de afsluiting tot bij hun familie in Jigalong. In 2002 werd het boek verfilmd als "Rabbit-Proof Fence". In 2016 deed een Britse vrouw, Lindsey Cole, de 1.600 kilometer lange tocht na. Ze ontmoette de dochter van Doris Garimara op het einde van haar tocht in september 2016.